# Ernesto Kortazar
Ernesto Kortazar (šp. Ernesto Cortazar; 1940 — 2004) je bio savremeni klasični pijanista i kompozitor. Komponovao je više od 75 kompozicija vezanih za filmove. Popularnost je stekao na MP3.com - jedan od većih sajtova za razmenu muzike, popularan od strane nezavisnih muzičara.

## Život i karijera[2][3]
Rođen u Meksiku 1940. godine u porodici kompozitora. Ernestov otac, Ernesto Kortazar stariji, je bio poznati kompozitor i bio je predsednik SACM-a (Društvo autora i kompozitora). Ernestovi roditelji su poginuli u nesreći kada je imao 13 godina. Uprkos tome, on je nastavio svoje obrazovanje kao muzičar. Svirao je u barovima i hotelima i u isto vreme ucio kod Meastra Gustava Césara Carreóna. On mu je dao priliku da komponuje pesmu za film La Risa de la Ciudad koji je ubrzo postao hit u Južnoj Americi i Španiji.
Ernesto je proputovao vise od 25 država i svirao je argentinskom predsedniku Carolsu Menemu, vođi Sovjetskog Saveza Nikiti Hruščovu. Ernestova izvodjenja su bila poštovana i od strane holivudskih zvezda kao što su Čarlton Heston, Deni Devito, Oktavio Paz i Rolingstonsi.
Ernesto je imao preko 14 miliona preuzimanja svojih pesama sa sajta MP3.com u periodu od 1999. do 2001. Umro je u Meksiku 2004 godine. Njegov dar nasledili su sinovi Ernesto Kortazar III i Edgar Kortazar koji su danas uspešni kompozitori na južno-američkom tržištu.

## Diskografija[5]

### Spoljašnje veze
- Zvanični sajt Ernesta Kortazara